# Sidorovo
Sidorovo (1099 m) je horský masiv nacházející se ve Velké Fatře nad Ružomberkem. Je vytvořen vápencem a dolomity. Je nejvyšším vrcholem hřebene Velké skály a nachází se na jejím jižním konci. Charakteristickým znakem Sidorova jsou viditelné známky eroze v podobě mohutných skalních stěn a odkryvů, které jsou nejlépe vidět na jižní straně. Na východní a západní straně se v početné míře vyskytují skalní jehly. Nejznámější jehlou je Krkavá skála na východní straně.

## Flóra a fauna
Flóra Sidorova je typická pro mírné podnebí Karpat. Sidorovo je uměle zalesněno. Největší zastoupení mají jehličnaté dřeviny (smrky, borovice), ale v hojné míře se vyskytují i listnaté dřeviny (buk). Z nízkých dřevin se bohatě vyskytují šipky a trnky.
Ze živočichů třeba zmínit výskyt medvěda hnědého, lišky obecné a vzácně i vlka. Z drobných savců zde má zastoupení veverka obecná, kuna obyčejná[zdroj?] a plch lesní. Vysoká lovecká zvěř je zastoupena v podobě jelena a srny. Z ptáků se zde vyskytuje káně lesní, jestřáb lesní, poštolka obecná, sýkora koňadra, konipas bílý, sojka obecná a početná hejna krkavců.

## Turistika
Z turistického hlediska jsou významné četné lesní chodníčky vedoucí podél celého hřebene. V blízkosti Sidorova se nachází lyžařské středisko Malinô - Brdo a Vlkolínec, památka UNESCO.

## Zajímavost
Během turistického výstupu byla nalezena zarostlá cesta na vrchol z východní strany. Na vrcholu Sidorova byla údajně umístěna německá protiletecká baterie, kvůli níž byla vybudována zmiňovaná cesta na vrchol. Celý vrchol byl opevněn a vyřešeno to bylo tak, aby německé jednotky mohly zásobovat svou jednotku umístěnou na vrcholu. Měli tam protiletecké dělo a jinou těžkou vojenskou techniku. Pod vrcholem je údajně i studánka, která jim sloužila jako zdroj a zásobárna vody. O tom svědčí i celá série zákopů nalezených kolem vrcholu. Vlkolínec a jeho obyvatelé byli však během války evakuováni do Liptovské Lúžné, možná i proto si na zmiňovanou cestu nikdo z nich nepamatuje. Možná jen pár žijících lidí, kteří byli v SNP a bojovali proti zmiňované německé jednotce.
Po skončení války cesta a vše kolem ní upadlo do zapomnění. Její význam se ztratil a časem se ztratila pod vlivem intenzivního zalesňování Sidorova.

## Galerie

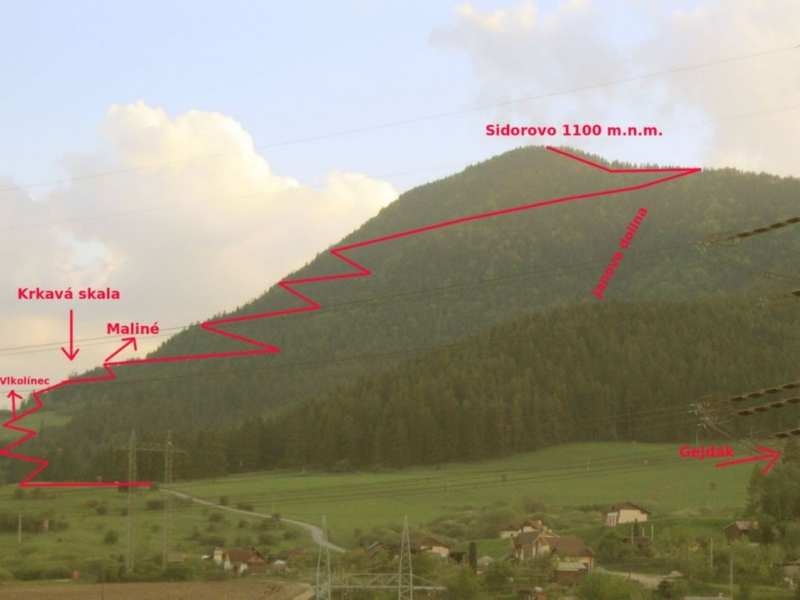
Nákres cesty na Sidorovo
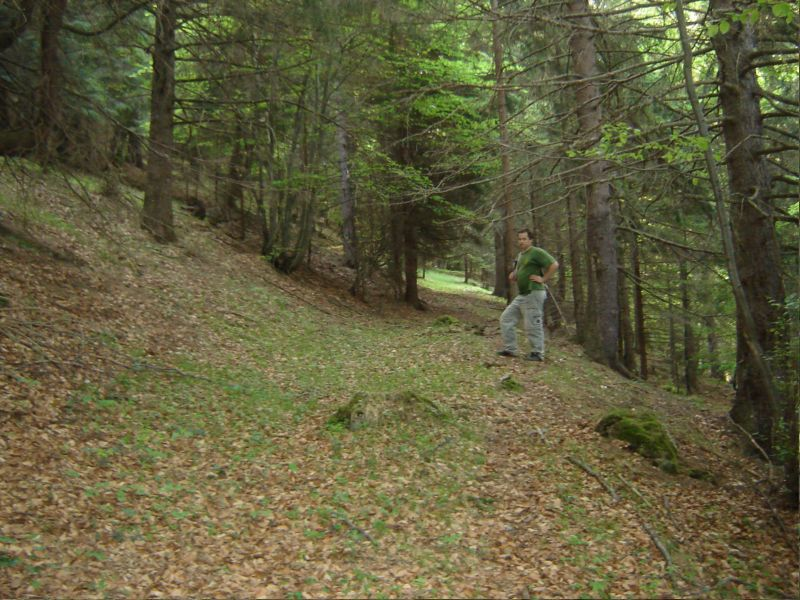
Cesta na Sidorovo dnes
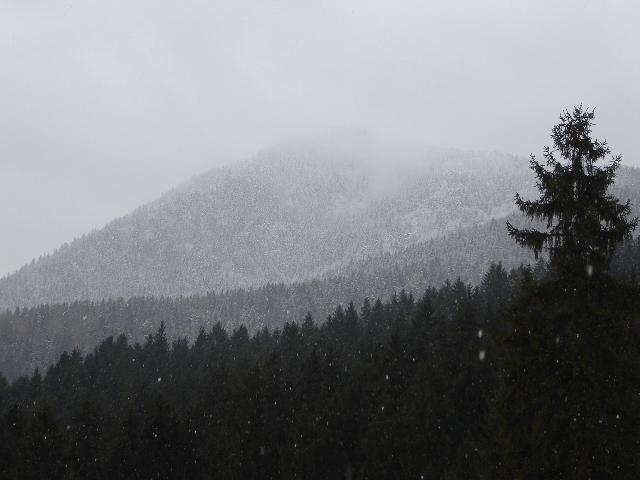
Sidorovo ze severovýchodu